# Polyplectropus torrenticola
Polyplectropus torrenticola är en nattsländeart som beskrevs av Douglas E. Kimmins 1955. Polyplectropus torrenticola ingår i släktet Polyplectropus och familjen fångstnätnattsländor. Inga underarter finns listade i Catalogue of Life.